# Пінчук Костянтин Миколайович
Костянтин Миколайович Пінчук (нар. 24 грудня 1973, Ворошиловград, УРСР) — український футболіст, захисник та півзахисник.

## Клубна кар'єра
З 1992 по 1993 роки виступав за луганське «Динамо», в 46 матчах першості забив 16 голів, ще 4 зустрічі зіграв у Кубку України. На початку 1994 року поповнив ряди клубу «Зоря-МАЛС», в складі якого провів 17 ігор у Вищій лізі України, після чого повернувся в «Динамо», де потім виступав до літа 1995 року, зігравши за цей час 31 матч і забив 21 м'яч в першості, а також зіграв 1 зустріч (1 гол) у Кубку.
З літа 1995 й до завершення 1997 років виступав за маріупольський «Іллічівець» (в ті роки мав назву в «Металург»), став у його складі переможцем другої ліги та бронзовим призером Першої ліги України, всього провівши 76 матчів і забивши 32 м'ячі в лізі (з них 9 ігор і 2 голи у Вищій лізі), і ще зігравши 3 зустрічі та забив 1 м'яч у Кубку України.
Сезон 1998 року провів у «Кубані», у 18 матчах відзначився 5 голами. У 1999 році грав за смоленський «Кристал», взяв участь у 8 поєдинках команди.
З 2001 по 2002 рік грав за луганський «Шахтар» у чемпіонаті ААФУ, в 20 матчах забив 23 м'ячі, чим допоміг команді стати переможцем турніру в 2001 році та отримати право виходу у Другу лігу. Крім того, 21 жовтня 2001 року провів 1 гру в складі «Моноліту» в матчі зі своїм «Шахтарем».
З 2002 по 2003 рік виступав за «Шахтар» вже у Другій лізі, в 24 матчах першості забив 12 голів, і ще 1 зустріч провів у Кубку. З літа 2003 року грав за «Молнію» в турнірі ААФУ, в 6 матчах відзначився 3 м'ячами.
На початку 2004 року перейшов у «Авангард-Інтер», провів 14 ігор та забив 6 м'ячів у першості. Сезон 2004/05 провів знову в «Молнії», але вже у другій лізі чемпіонату України, в 22 матчах якої відзначився 11 м'ячами.
З вересня по листопад 2006 року грав за дніпродзержинську «Сталь», провів 10 зустрічей в першості та 1 матч у Кубку України. У листопаді 2007 року зіграв у 2 зустрічі у футболці луганського «Комунальника» у Другій лізі.

## Кар'єра в збірній
28 жовтня 1992 року вийшов на заміну і провів на полі 38 хвилин у складі молодіжної збірної України в домашньому матчі проти однолітків з Білорусі.

## Досягнення
- Перша ліга України
  -  Бронзовий призер (1): 1996/97

## Після завершення кар'єри
Після завершення кар'єри професійного футболіста продовжує виступи на аматорському рівні, грає за команду «Зоря-Ветерани — Бесплатка».
8 серпня 2015 року був «головним тренером» так званої «збірної ЛНР» в товариському матчі проти так званої «збірної ДНР» (4:1).